# 岳斌
岳斌（1963年8月—），男，中华人民共和国外交官，曾任中华人民共和国驻格鲁吉亚特命全权大使和中华人民共和国驻塔吉克斯坦共和国特命全权大使，现任外交部巡视工作领导小组办公室主任。

## 生平
1986年，进入中华人民共和国外交部工作，先后在外交部苏联东欧司、驻苏联大使馆、驻俄罗斯大使馆、外交部欧亚司任职。1999年，任驻塔吉克斯坦大使馆参赞。2002年，任驻立陶宛大使馆参赞。2004年，任外交部欧亚司参赞。2005年，挂职中国石油化工集团公司国际石油勘探开发有限公司副总经理。2007年，任驻俄罗斯大使馆公使衔参赞。2011年，任外交部边界与海洋事务司参赞（司领导）。2013年9月，出任中华人民共和国驻格鲁吉亚大使。2015年12月，出任中华人民共和国驻塔吉克斯坦大使。2018年11月，自驻塔吉克斯坦大使离任，改任外交部巡视工作领导小组办公室主任。2023年10月，卸任外交部巡视工作领导小组办公室主任一职。

## 家庭
已婚，有一女。

## 荣誉

### 外国勋章奖章
- 金羊毛勋章（格鲁吉亚，2015年11月18日于第比利斯颁授[4]）
- 友谊勋章（塔吉克斯坦，2017年1月19日颁授[5]）